# Geranium lainzii
Geranium lainzii là một loài thực vật có hoa trong họ Mỏ hạc. Loài này được Aedo mô tả khoa học đầu tiên năm 1999.